# Una vita indipendente
Una vita indipendente (Samstoyatelnaya zhizn) è un film del 1992 diretto da Vitalij Kanevskij.
La pellicola ha vinto il Premio della giuria al 45º Festival di Cannes.

## Riconoscimenti
- 1992 - Festival di Cannes
  - Premio della giuria